# (S)-6-idrossinicotina ossidasi
La (S)-6-idrossinicotina ossidasi è un enzima appartenente alla classe delle ossidoreduttasi, che catalizza la seguente reazione:
(S)-6-idrossinicotina + H2O + O2 ⇄ 1-(6-idrossipiridin-3-ile)-4-(metilammino)butan-1-one + H2O2
L'enzima è una flavoproteina (FAD).